# Kevin Álvarez
Kevin Álvarez, né le 15 janvier 1999 à Colima au Mexique, est un footballeur international mexicain qui évolue au poste d'arrière droit au Club América.

## Biographie

### Carrière en club
Né à Colima au Mexique, Kevin Álvarez est formé par le CF Pachuca. Il joue son premier match en professionnel le 17 janvier 2018 lors d'une rencontre de coupe du Mexique face à l'Atlético de San Luis. Il est titulaire et son équipe s'incline par un but à zéro.
Il figure dans l'équipe type du tournoi de clôture du championnat du Mexique en 2021.
Lors de l'été 2023, Kevin Álvarez s'engage en faveur du Club América. Le transfert est annoncé le 13 juin 2023 et il signe un contrat courant jusqu'en juin 2027.
Il inscrit son premier but pour le club le 16 juillet 2023, lors d'une rencontre de championnat face au Club Puebla. Titularisé, il ouvre le score et participe à la victoire de son équipe par trois buts à zéro.

### En équipe nationale
Avec l'équipe du Mexique des moins de 20 ans, Kevin Álvarez participe au Championnat de la CONCACAF des moins de 20 ans en 2018. Titulaire, il joue sept matchs durant cette compétition et marque notamment un but dès la première rencontre, lors de la large victoire du Mexique face au Nicaragua (7-0). Les Mexicains se hissent jusqu'en finale, battus par les États-Unis (2-0). Avec cette même sélection, il participe ensuite à la coupe du monde des moins de 20 ans en 2019. Il joue trois matchs en tant que titulaire mais son équipe est éliminée dès la phase de groupe.
Kevin Álvarez honore sa première sélection avec l'équipe nationale du Mexique face au Nigeria le 4 juillet 2021. Il entre en jeu ce jour-là et le Mexique s'impose par quatre buts à zéro.
Le 14 novembre 2022, il est sélectionné par Gerardo Martino pour participer à la Coupe du monde 2022.